# Красный Бор (Свердловская область)
Красный Бор — деревня в Байкаловском районе Свердловской области. Входит в состав Баженовского сельского поселения. Управляется Городищенской сельской администрацией.

## География
Населённый пункт расположен на левом берегу реки Ница в 26 километрах на северо-восток от села Байкалово — административного центра района.

### Часовой пояс
Красный Бор, как и вся Свердловская область, находится в часовой зоне МСК+2. Смещение применяемого времени относительно UTC составляет +5:00.

## История
С 1 октября 2017 года согласно областному закону N 35-ОЗ статус изменён с посёлка на деревню.

## Население
| 2002 | 2010 | 2021 |
| ---- | ---- | ---- |
| 77   | ↘62  | ↘37  |

## Инфраструктура
В посёлке расположена всего одна улица (Ясная). В западных окрестностях населённого пункта находится санаторий «Юбилейный».